# 26493 Paulsucala
26493 Paulsucala este un asteroid din centura principală de asteroizi.

## Descriere
26493 Paulsucala este un asteroid din centura principală de asteroizi. A fost descoperit pe 30 ianuarie 2000 la Socorro, New Mexico, în cadrul proiectului LINEAR. Asteroidul prezintă o orbită caracterizată de o semiaxă mare de 2,37 ua, o excentricitate de 0,15 și o înclinație de 3,7° în raport cu ecliptica.